# Gonzalo Fierro
Gonzalo Antonio Fierro Caniullán (Santiago, 21 maart 1983) is een Chileens betaald voetballer die doorgaans als opkomende rechtermiddenvelder speelt. Hij verruilde Colo-Colo in januari 2019 voor Antofagasta. Fierro debuteerde in 2006 in het Chileens voetbalelftal. Media in Chili gaven hem de bijnaam El Joven Pistolero, de jonge sluipschutter.

## Clubcarrière
Fierro debuteerde in 2002 in het betaald voetbal in het shirt van Colo-Colo. Hij speelde er in zeven seizoenen meer dan 165 wedstrijden en werd vijf keer landskampioen met de club, twee keer in de apertura (eerste seizoenshelft) en drie keer in de clausura (tweede seizoenshelft). Daarbij scoorde hij van 2005 tot en met 2007 drie keer op rij meer dan tien goals per seizoen vanaf het middenveld. Fierro verkaste in augustus 2008 vervolgens naar het Braziliaanse Flamengo. Hij behoorde er niet direct tot de basis. Zijn aantal optredens in het eerste elftal bleef in 2008 beperkt tot acht. Het volgende jaar speelde hij 23 van Flamengo's 38 competitiewedstrijden en vierde hij daarmee zijn eerste kampioenschap in Brazilië. Fierro keerde in januari 2012 terug naar Colo-Colo en speelde in de volgende acht jaar nog 158 wedstrijden voor de club.

## Interlandcarrière
Fierro speelde op 16 augustus 2006 in een oefeninterland tegen Colombia zijn eerste interland voor het Chileens voetbalelftal, net als aanvaller Esteban Paredes. Hij viel in dat duel na 78 minuten in voor Gonzalo Jara. In de kwalificatie voor het WK 2010 riep bondscoach Marcelo Bielsa hem vervolgens regelmatig op voor het nationale team en nam hem ook als reservespeler mee naar het eindtoernooi in Zuid-Afrika. Hierop kwam hij niet in actie.

## Erelijst
Colo-Colo
- Primera División

2002 [C], 2006 [A+C], 2007 [A+C], 2014 [C], 2015 [A], 2017 [Transición]
- Topscorer Primera División

2005 [C] (13 goals)
- Copa Chile

2016
 Flamengo
- Campeonato Brasileiro

2009
- Taça Rio

2009, 2011
- Campeonato Carioca

2009, 2011
- Taça Guanabara

2011